# Atletica leggera ai Giochi della IX Olimpiade - 100 metri piani femminili

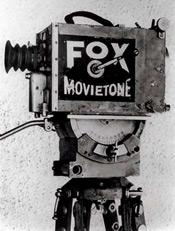
Video della Finale (durata: 0'52")

La competizione dei 100 metri piani femminili di atletica leggera ai Giochi della IX Olimpiade si tenne i giorni 30 e 31 luglio 1928 allo Stadio Olimpico di Amsterdam.

## L'eccellenza mondiale
| Vincitrice dei II Giochi mondiali | 11”8 (100 yd) | Marguerite Radideau | Presente |
| Record mondiale: 2 luglio 1928    | 12”0          | Myrtle Cook         | Presente |
| Miglior prestazione europea       | 12”2          | Leni Junker         | Presente |

1. ↑  Per gli anni 1925, 1926 e 1927.

## La gara
La vincitrice delle selezioni americane, Elta Cartwright (12”4), si ammala durante il viaggio in nave attraverso l'Atlantico. Indebolita, arriva solo quarta in semifinale.
Alla partenza della finale si vivono momenti drammatici. La canadese Cook, codetentrice del record mondiale, viene squalificata dopo essere incorsa in due partenze false. La nordamericana si accascia accanto alla linea di partenza e scoppia a piangere. Dopo due infrazioni, anche la tedesca Schmidt viene esclusa dalla gara. Reagisce furente, mostrando allo starter (un giudice olandese di riserva) il pugno e accusandolo di incompetenza.

Al quinto tentativo le finaliste rimaste in gara sono tesissime. Betty Robinson (seconda ai Trials USA) è la più fredda alla partenza e vince per un decimo di secondo.

## Risultati

### Batterie
Si disputarono il 30 luglio. Le prime due classificate accedevano alle semifinali.

(Tra parentesi tempi stimati.)
| Pos. | Concorrente   | Nazione   | Tempo |
| ---- | ------------- | --------- | ----- |
| 1    | Anni Holdmann | Germania  | 13"0  |
| 2    | Edie Robinson | Australia |       |
| 3    | Derna Polazzo | Italia    |       |

| Pos. | Concorrente    | Nazione     | Tempo  |
| ---- | -------------- | ----------- | ------ |
| 1    | Erna Steinberg | Germania    | 12"8   |
| 2    | Mary Washburn  | Stati Uniti | (12"8) |
| 3    | Nettie Grooss  | Paesi Bassi | (12"9) |
| 4    | Ruth Svedberg  | Svezia      |        |

| Pos. | Concorrente        | Nazione     | Tempo  |
| ---- | ------------------ | ----------- | ------ |
| 1    | Kinue Hitomi       | Giappone    | 12"8   |
| 2    | Jane Bell          | Canada      | (13"0) |
| 3    | Anne Vrana-O'Brien | Stati Uniti | (13"1) |
| 4    | Matilde Moraschi   | Italia      | (13"6) |

| Pos. | Concorrente     | Nazione     | Tempo |
| ---- | --------------- | ----------- | ----- |
| 1    | Leni Junker     | Germania    | 12"8  |
| 2    | Elta Cartwright | Stati Uniti |       |
| 3    | Yolande Plancke | Francia     |       |

| Pos. | Concorrente       | Nazione | Tempo |
| ---- | ----------------- | ------- | ----- |
| 1    | Georgette Gagneux | Francia | 13"0  |
| 2    | Maud Sundberg     | Svezia  |       |
| 3    | Luisa Bonfanti    | Italia  |       |

| Pos. | Concorrente    | Nazione     | Tempo  |
| ---- | -------------- | ----------- | ------ |
| 1    | Leni Schmidt   | Germania    | 12"8   |
| 2    | Marjorie Clark | Sudafrica   | (13"0) |
| 3    | Rie Briejèr    | Paesi Bassi | (13"1) |
| 4    | Lucienne Velu  | Francia     | (13"5) |

| Pos. | Concorrente     | Nazione     | Tempo  |
| ---- | --------------- | ----------- | ------ |
| 1    | Fanny Rosenfeld | Canada      | 12"6   |
| 2    | Betty Robinson  | Stati Uniti |        |
| 3    | Lies Aengenendt | Paesi Bassi | (13"0) |

| Pos. | Concorrente    | Nazione       | Tempo  |
| ---- | -------------- | ------------- | ------ |
| 1    | Myrtle Cook    | Canada        | 12"8   |
| 2    | Norma Wilson   | Nuova Zelanda | (13"0) |
| 3    | Bets ter Horst | Paesi Bassi   | (13"0) |

| Pos. | Concorrente         | Nazione  | Tempo |
| ---- | ------------------- | -------- | ----- |
| 1    | Ethel Smith         | Canada   | 12"6  |
| 2    | Marguerite Radideau | Francia  |       |
| 3    | Zinaida Liepina     | Lettonia |       |
| 4    | Sidonie Verschueren | Belgio   |       |

### Semifinali
Si disputarono il 30 luglio. Le prime due classificate accedevano alla finale.
| Pos. | Concorrente       | Nazione     | Tempo |
| ---- | ----------------- | ----------- | ----- |
| 1    | Fanny Rosenfeld   | Canada      | 12"4  |
| 2    | Ethel Smith       | Canada      |       |
| 3    | Georgette Gagneux | Francia     |       |
| 4    | Anni Holdmann     | Germania    |       |
| 5    | Mary Washburn     | Stati Uniti |       |
| 6    | Marjorie Clark    | Sudafrica   |       |

| Pos. | Concorrente    | Nazione     | Tempo |
| ---- | -------------- | ----------- | ----- |
| 1    | Betty Robinson | Stati Uniti | 12"4  |
| 2    | Myrtle Cook    | Canada      |       |
| 3    | Edie Robinson  | Australia   |       |
| 4    | Kinue Hitomi   | Giappone    |       |
| 5    | Leni Junker    | Germania    |       |
| 6    | Maud Sundberg  | Svezia      |       |

| Pos. | Concorrente         | Nazione       | Tempo  |
| ---- | ------------------- | ------------- | ------ |
| 1    | Leni Schmidt        | Germania      | 12"8   |
| 2    | Erna Steinberg      | Germania      | (12"9) |
| 3    | Jane Bell           | Canada        |        |
| 4    | Elta Cartwright     | Stati Uniti   |        |
| 5    | Norma Wilson        | Nuova Zelanda |        |
| 6    | Marguerite Radideau | Francia       |        |

### Finale
È ufficializzato solo il tempo della prima classificata.
| Pos.    | Corsia | Atleta          | Età | Nazione     | Tempo ufficiale | Tempo ufficioso |
| ------- | ------ | --------------- | --- | ----------- | --------------- | --------------- |
| Oro     | 5      | Betty Robinson  | 17  | Stati Uniti | 12"2            |                 |
| Argento | 6      | Fanny Rosenfeld | 24  | Canada      |                 | 12"3            |
| Bronzo  | 1      | Ethel Smith     | 21  | Canada      |                 | 12"3            |
| 4       | 4      | Erna Steinberg  | 27  | Germania    |                 | 12"4            |
| -       | 3      | Myrtle Cook     | 26  | Canada      |                 | Squal.          |
| -       | 2      | Leni Schmidt    | 22  | Germania    |                 | Squal.          |